# Jean d'Outremeuse

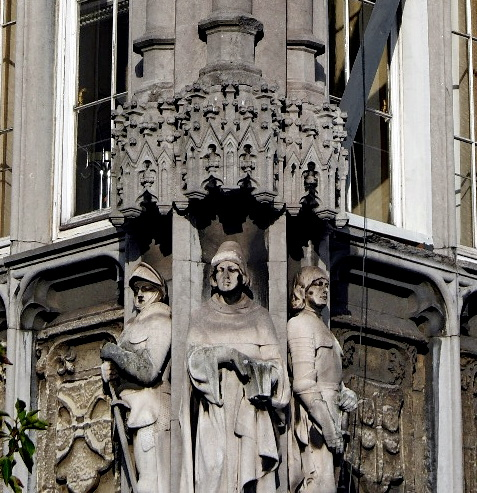
Estatua del de Jean d'Outremeuse (centro) en el Palais Provincial en Lieja

Jean d'Outremeuse o Jean des Preis (Lieja, 1338-1400) fue un escritor e historiador belga que escribió dos obras históricas románticas y un lapidario.
La Geste de Liége es un relato de la historia mítica de su ciudad natal, Lieja, escrita en parte en prosa y en parte en verso. Probablemente se basó en un texto existente y consta de tres libros: el libro uno, con 40 000 renglones, el libro dos, con 12 224 renglones con resúmenes en prosa, mientras que el libro tres se ha perdido, pero se han encontrado algunos pasajes.
Ly Myreur des Histors ("El espejo de las historias") es una narrativa más ambiciosa, que pretende ser una historia del mundo desde el diluvio hasta el siglo XIV. Combina las primeras obras de Vincent de Beauvais Ogier le Danois y la Geste de Liège en una historia universal, desde la caída de Troya hasta 1340, mezclando hechos reales y legendarios.
El heraldo de Lieja, Louis Abry (1643-1720), se refiere al cuarto libro perdido del Myreur des Hystors de Johans des Preis, llamado d'Oultremeuse. En este "Jean de Bourgogne, dit a la Barbe", se dice que se reveló en su lecho de muerte a d'Oultremeuse, a quien nombró albacea, y que se describió en su testamento como "messire Jean de Mandeville, caballero, conde de Montfort en Inglaterra y señor de la isla de Campdi y del castillo Pérouse". Se agrega que, habiendo tenido la desgracia de matar a un conde anónimo en su propio país, se comprometió a viajar por las tres partes del mundo, llegó a Lieja en 1343, fue un gran naturalista, profundo filósofo y astrólogo, y tenía un notable conocimiento de la física. La identificación se confirma por el hecho de que en la iglesia ahora destruida de los Guillemins había una lápida de Mandeville, con una inscripción en latín que indicaba que también se le llamaba "ad Barbam", era profesor de medicina y murió en Lieja el 17 de noviembre de 1372; esta inscripción se remonta a 1462.
Por último, Tresorier de philosophie naturelle des pierres precieuses es un lapidario, un libro que recopila ecetas para hacer gemas falsas coloreando vidrios de diversas formas. Es de interés para los vidrieros o historiadores que buscan comprender la fabricación de vidrio antiguo o gemas falsas que adornan diversas piezas de orfebrería.